# Eparchie ivanovo-vozněsenská
Eparchie Ivanovo-Vozněsensk je eparchie ruské pravoslavné církve nacházející se v Rusku.

## Území a titul biskupa
Zahrnuje správní hranice území městského okruhu Ivanovo, také Vičugského, Ivanovského, Privolžského a Furmanovského rajónu Ivanovské oblasti.
Eparchiálnímu biskupovi náleží titul biskup ivanovo-vozněsenský a vičugský.

## Historie
Eparchie vznikla po vytvoření Ivanovo-Vozněsenské gubernie roku 1918. Přesné datum vzniku eparchie není známo. Během své existence byla několikrát přejmenována.
Poté co byl Sokolský rajón převeden do Nižněnovgorodské oblasti, byly rozhodnutím Svatého synodu ze dne 26. prosince 1995 farnosti nacházející se v sokolském rajónu převedeny do nižněnovgorodské eparchie.
Dne 7. června 2012 byly Svatým synodem zřízeny z části území eparchie nové eparchie Šuja a Kiněšma.

## Seznam biskupů
- 1920–1922 Ierofej (Pomerancev)
- 1923–1923 Vasilij (Preobraženskij), svatořečený mučedník
- 1923–1926 Avgustin (Běljajev), svatořečený mučedník
- 1926–1927 Afanasij (Sacharov), dočasný administrátor, svatořečený mučedník
- 1927–1927 Vasilij (Preobraženskij), podruhé
- 1927–1928 Nikolaj (Pokrovskij)
- 1929–1936 Pavel (Galkovskij)
- 1930–1931 Nikolaj (Pokrovskij), dočasný administrátor
- 1936–1937 Boris (Voskobojnikov), svatořečený mučedník
- 1937–1938 Chrisogon (Ivanovskij), dočasný administrátor
- 1938–1939 Alexij (Sergejev)
  - 1938–1946 eparchie neobsazena
- 1942–1943 Sergij (Grišin), dočasný administrátor
- 1943–1944 Ioann (Sokolov), dočasný administrátor
- 1944–1946 Onisim (Festinatov), dočasný administrátor
- 1946–1947 Kirill (Pospelov)
- 1947–1947 Michail (Postnikov)
- 1947–1948 Paisij (Obrazcov)
- 1948–1956 Venedikt (Poljakov)
- 1956-1958 Roman (Tang)
- 1958–1963 Ilarion (Prochorov)
- 1963–1964 Leonid (Lobačjov)
- 1964–1966 Antonij (Krotěvič)
- 1966–1968 Polikarp (Prijmak)
- 1968–1973 Feodosij (Pogorskij)
- 1973–1977 Iov (Kresovič)
- 1977–2006 Amvrosij (Ščurov)
- od 2006 Iosif (Makedonov)